# Roger Houngbédji
Roger Houngbédji OP (ur. 14 maja 1963 w Porto-Novo) – beniński duchowny katolicki, arcybiskup Kotonu od 2016.

## Życiorys
Święcenia kapłańskie otrzymał 8 sierpnia 1992 w zakonie dominikanów. Był m.in. asystentem prowincjała i generała zakonu, przełożonym zachodnioafrykańskiego regionu zakonnego (późniejszej wiceprowincji) oraz wykładowcą uniwersytetu w Abidżanie i instytutu dominikańskiego w Jamusukro.
25 czerwca 2016 papież Franciszek mianował go arcybiskupem metropolitą Kotonu. Sakry udzielił mu 24 września 2016 kardynał Théodore-Adrien Sarr.